# Idaea renunciata
Idaea renunciata är en fjärilsart som beskrevs av Walker 1861. Idaea renunciata ingår i släktet Idaea och familjen mätare. Inga underarter finns listade i Catalogue of Life.